# František Chalupa (malíř)
František Chalupa (6. října 1828 Mnichovo Hradiště – 16. dubna 1887 Praha) byl český malíř a ilustrátor.

## Životopis
Jeho otec byl finančním úředníkem a kvůli služebním povinnostem se rodina několikrát stěhovala – například do Soběslavi, Liberce a Štýrska; děti v důsledku toho dostaly vzdělání v němčině.
U Františka Chalupy se brzy projevil talent ke kreslení. Po studiích na vyšší škole v České Lípě odešel do Litoměřic, kde pracoval jako faktor v litografickém závodě G. Medaua. Připravoval tam do tisku ilustrace pro časopis Erinnerungen a některé i sám kreslil. Uskutečnil také cestu do severních Čech a Saska, ze které si přivezl 200 kreseb hradů a zámků. Na radu nadřízeného se pak přestěhoval do Prahy, kde večerně studoval malířskou akademii a zapojil se do kulturního života. Vstoupil do řady spolků, jako byly Umělecká beseda, Typografická beseda, Sokol, Vlastimil a Osvěta.. V Praze se v závěru 50. let jako ilustrátor zapojil do tvorby místopisných alb litografické dílny Karla Henniga. Dále s manželkou provozoval závod na vyšívání praporů; nejzdařilejší z nich si objednal Mlynářský spolek, Typografická beseda a sokolské jednoty v Chicagu a St. Louis. Roku 1867 pořádal pro Typografickou besedu živé obrazy.
Jako malíř se zaměřil výhradně na krajiny a architekturu, téměř vždy z Čech. Jeho ilustrace pravidelně přinášely časopisy Květy pod vedením Vítězslava Hálka, Světozor od obnovení v roce 1867 a určitou dobu také Zlatá Praha. Vytvořil i množství olejomaleb, které zachycovaly např. chodbu u sv. Jakuba v Praze, Petržílkovy mlýny na Smíchově, tvrz Tuchoraz u Českého Brodu, zámek v Roztokách aj. Věnoval se zachycení následků ničivé povodně z roku 1872. Společně s malířem Antonínem Gareisem zhotovili blahopřání císaři Františku Josefovi a Alžbětě ke stříbrné svatbě. Ke konci života se zabýval kompozicí renesančních ornamentů, ze kterých tvořil vzorky pro vyřezávání. Pokoušel se i o žánrové obrázky, ty ale nezveřejňoval.
Jeho poslední prací byla malba větrného mlýna u Budyšína. 26. února 1887 onemocněl a 16. dubna téhož roku zemřel.

## Galerie

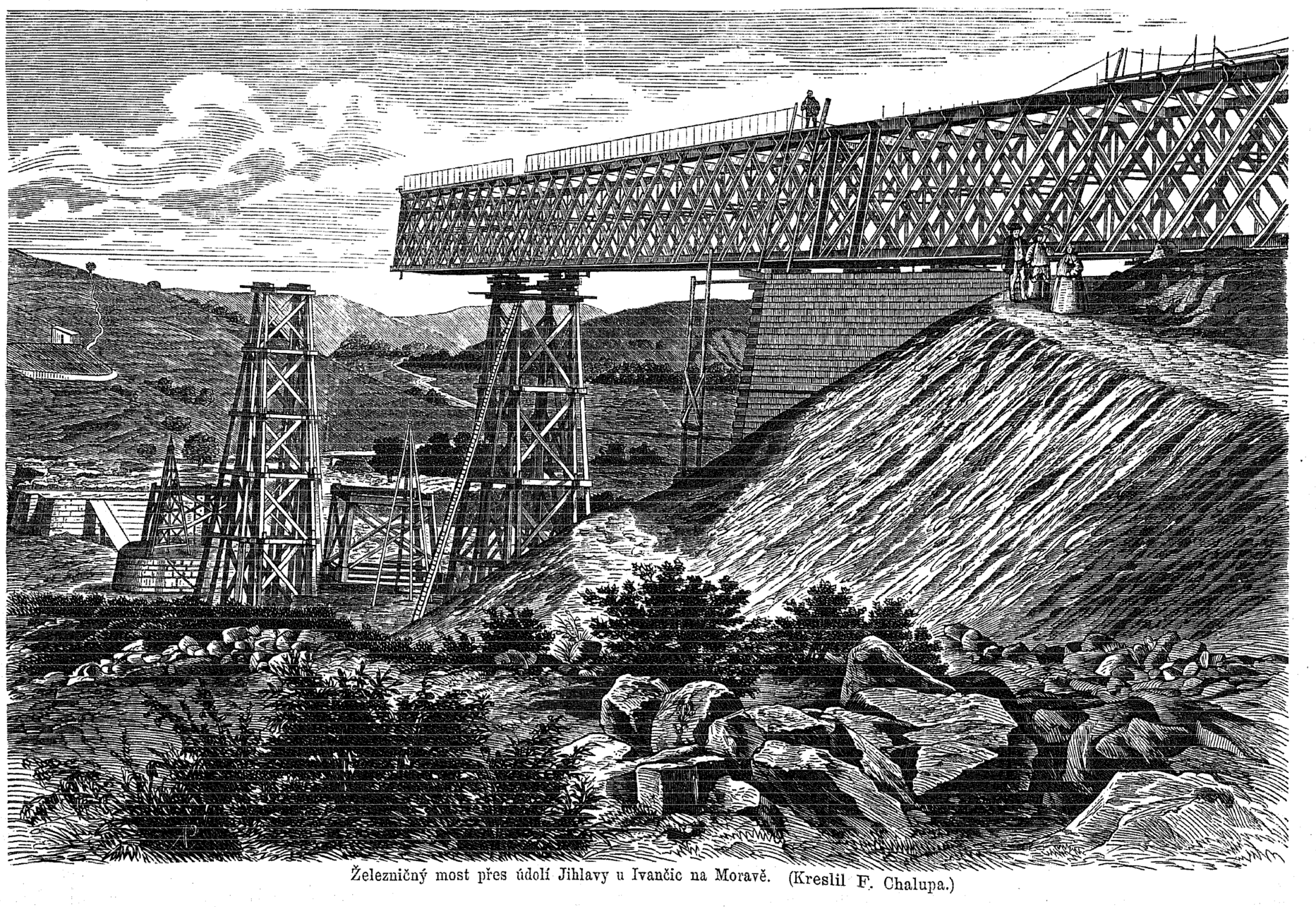
František Chalupa – Stavba Ivančického viaduktu r. 1870
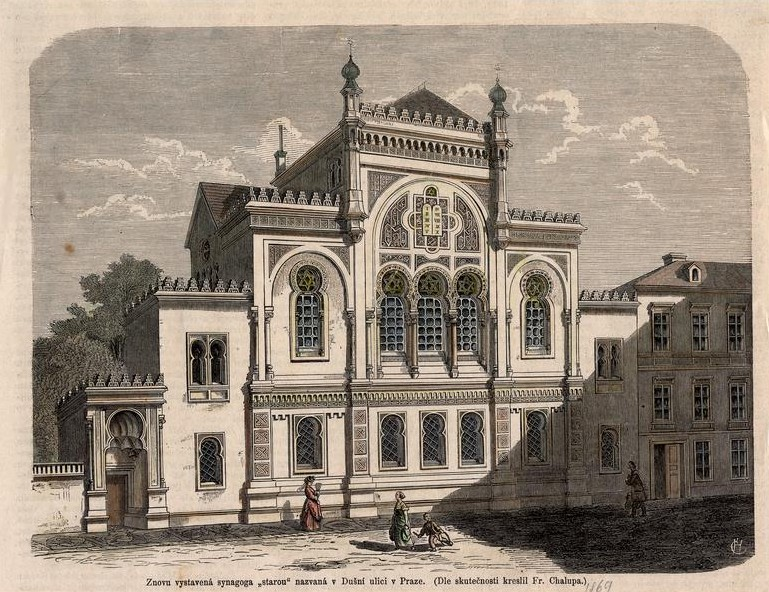
František Chalupa – Synagoga v Dušní ulici
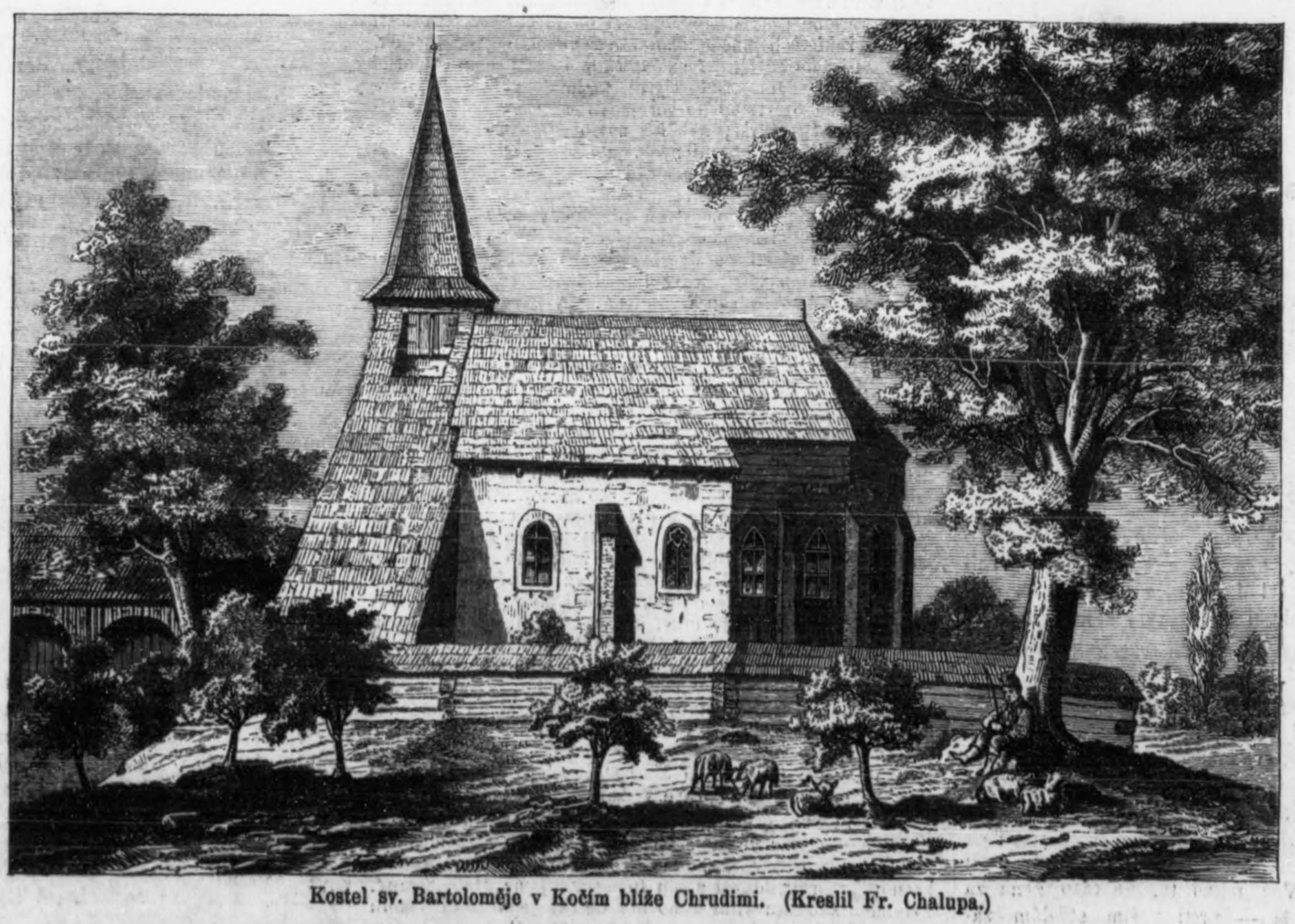
František Chalupa – Kostal sv. Bartoloměje v Kočí blíže Chrudimi (1869)